# دبلیو دبلیو وی (ایستگاه رادیویی)

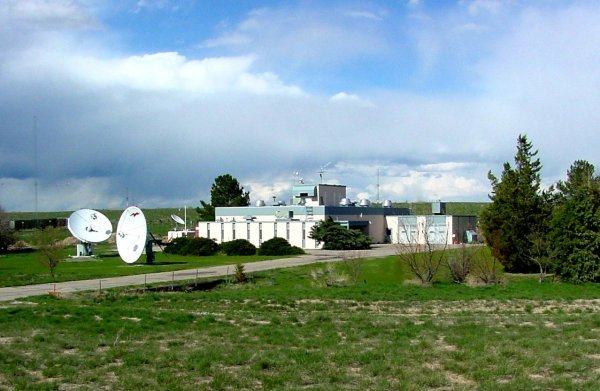
ساختمان فرستنده دبلیو دبلیو وی

دبلیو دبلیو وی(به انگلیسی: WWV) نام یک ایستگاه رادیویی برای ارتباط‌های مخابراتی در کشور ایالات متحده آمریکا و فورت کالینز، کلرادو و متعلق به مؤسسه ملی فناوری و استانداردها است که در فرکانس بالا سیگنال مخابراتی پخش می‌کند.